# 海于格松
海于格松（挪威語：Haugesund，挪威語發音：[ˈhæʉɡəsʉn] ⓘ），是挪威罗加兰郡的市镇，处于卑尔根与斯塔万格之间。市镇面积为72.69平方公里，2023年时人口数量为37,855人。海于格松都会区延申至旁边的卡默于市鎮，都会区的人口数量为46,359人。